# 용화산성
용화산성(龍華山城)은 전북특별자치도 익산시 금마면 신용리에 있다. 2002년 12월 14일 익산시의 향토유적 제8호로 지정되었다.

## 개요
일명 성태봉산성이라 한다. 성태봉은 표고 342m로 용화산 주봉, 성곽은 2개소로 성태봉을 감싸는 테뫼식(부성)과 서북쪽 골짜기를 감싸는 포곡식산성(주성)이 있다. 주성둘레는 435m, 부성둘레는 189m이다.

## 같이 보기
- 익산 미륵산성 -  전라북도 기념물 제12호